# 天通金
天通金是天津贵金属交易所推出的实物黃金交易，向投资者开展金条的“卖出+回购”业务，並以倫敦現貨黃金市場的價格作為報價的基礎。2011年时，根据相关文件，除上海黄金交易所、上海期货交易所外，全国范围内的黄金交易被禁止。